# Форт-Брэгг (Северная Каролина)
Форт-Брэгг (англ. Fort Bragg) — один из основных гарнизонов Армии США. Форт-Брэгг расположен в основном в округе Камберленд (штат Северная Каролина) в районе города Фейетвилл. Форт-Брэгг является также населённым пунктом с численностью 29 183 человека (на 2000 год). База располагается на территории площадью в 251 кв. миль (650 км2). В 2023—2025 годах назывался Форт-Либерти (англ. Fort Liberty).

## Название
Первоначально база была названа в честь генерала Армии Конфедерации Брэкстона Брэгга. В середине 2010-х годов в американском обществе активизировалась общественная дискуссия по поводу этичности увековечивания памяти деятелей Конфедеративных Штатов Америки, воевавших за сохранение рабства. На волне общественного возмущения после убийства Джорджа Флойда и прокатившихся после этого массовых протестов, был запущен процесс переименования объектов, связанных с деятелями Конфедерации. В 2021 году на основании закона, принятого Конгрессом США, была создана Комиссия по переименованию объектов. В марте 2022 года Комиссия представила список из 87 объектов, названных в честь деятелей Конфедерации, которые предлагалось переименовать; в это число вошёл и Форт-Брэгг. В мае 2022 года Комиссия рекомендовала переименовать Форт-Брэгг в Форт-Либерти (англ. Fort Liberty, дословно — «Форт Свобода»). В октябре 2022 года Министерство обороны США запустило процесс смены названия гарнизона, который был официально завершён 2 июня 2023 года. Было подсчитано, что смена названия Форт-Брэгга обошлось в 6 374 230 долларов, что стало самым дорогим переименованием объекта армии США. 
Однако, уже 10 февраля 2025 года Пит Хегсет, назначенный Дональдом Трампом министром обороны, издал меморандум, предписывающий армии США переименовать Форт-Либерти обратно в Форт-Брэгг. При этом официально название Форт-Брэгг было дано не в честь генерала Армии Конфедерации, а в честь Роланда Л. Брэгга — рядового первого класса 513-го парашютно-пехотного полка, участника Второй мировой войны, награждённого Серебряной звездой за подвиг в ходе Арденнской операции; в 1943—1944 годах Роланд Л. Брэгг проходил службу в гарнизоне Форт-Брэгге. Переименование вступило в силу 14 февраля 2025 года.

## История
Форт-Брэгг был основан 4 сентября 1918 года как артиллерийский учебный полигон. К 1921 году в лагере проходили учения 13-й и 17-й полевых артиллерийских бригад. Вскоре учебный лагерь стал постоянной военной базой. В 1922 году сюда перевели полевое артиллерийское командование, а в 1923—1924 годах были возведены первые постоянные кирпичные казармы, сохранившиеся до сих пор.

### Вторая мировая война
К 1940 году население форта достигло 5400 человек. Однако, как результат интенсивных военных приготовлений в свете начавшейся Второй мировой войны уже на следующий год оно возросло до 67 000 человек. Здесь проходили обучение целый ряд пехотных, мотострелковых, десантных и артиллерийских подразделений. В годы войны численность форта доходила до 159 000 человек.

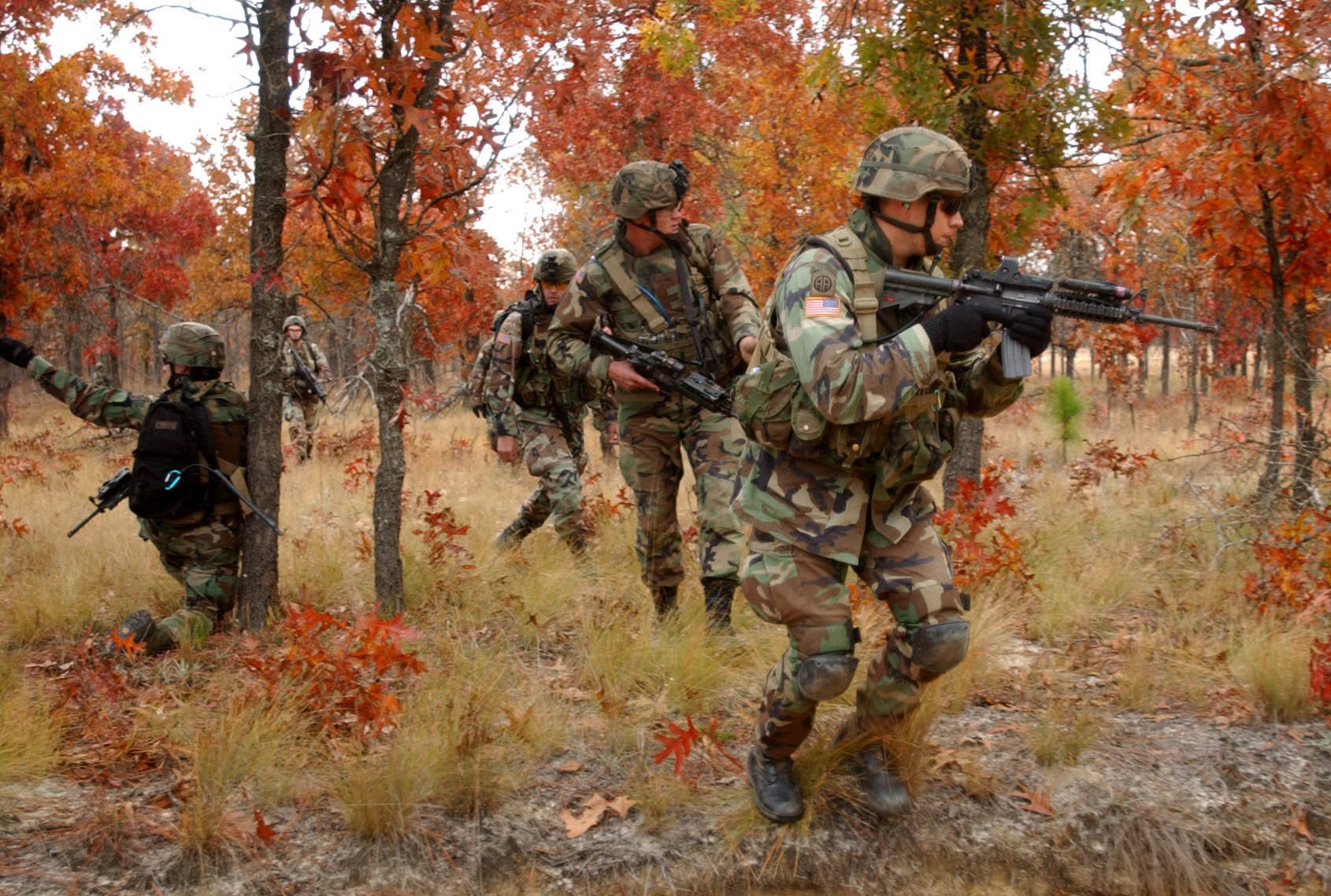
Учения 82-й дивизии в Форт-Брэгге

### Послевоенные годы
После Второй мировой войны Форт-Брэгг стал местом постоянной дислокации 82-й воздушно-десантной дивизии. В июле 1951 года в форте были вновь сформированы органы управления XVIII воздушно-десантного корпуса. Кроме этого, Форт-Брэгг стал центром разработки специальных методов ведения войны: был сформирован Центр психологической войны (апрель 1952 года), а затем 10-й полк СпН специальных войск, ответственный за ведение психологической войны.

### Вьетнамская война
В 1961 году 5-я группа специальных (воздушно-десантных) сил и 29-я артиллерийская были реактивированы с целью обучения антипартизанских сил для Юго-Восточной Азии. В этом же году в Форте была воздвигнута статуя «Железный Майк» в память десантников прошлого, настоящего и будущего. Форт-Брэгг стал главным тренировочным центром «зелёных беретов». Подготовка шла на трёх отделениях — диверсионно-разведывательном, антипартизанском и психологической войны. В центре готовились и команды «акбет» (полевые) и команды «баткет» (штабные). Тактические учения проходили как в самом Форт-Брэгге, так и на других базах и полигонах. В июне 1972 года в Форт-Брэгг переехало командование 1-го корпуса.

Парашютисты в Форте-Брэгге.

## Настоящее время
По состоянию на 2011 год, на территории Форт-Брэгга расквартированы основные органы управления Управления войск специального назначения Сухопутных войск США (в его подчинении находится войска специального назначения Сухопутных войск США (общей численностью до 26 тыс. чел.), составляющие до 70 % личного состава войск специального назначения США, и управление войск резерва Сухопутных войск США. Дополнительно на прилегающем военном аэродроме специального назначения «Поуп» расквартированы некоторые части и подразделения специального назначения ВВС, взаимодействующие с частями специального назначения СВ США .

## Части специального назначения СВ США на территории Форт-Брэгг
На 2011 г. на территории Форт-Брэгга были расквартированы следующие органы и части войск специального назначения МО США:
- Органы управления и отдельные части СпН СВ США
- Органы управления и воздушно-десантные соединения СВ США
- Органы управления и части психологической войны СВ США
- Вспомогательные части войск СпН СВ
- Учебные части войск СпН СВ

### Органы управления и части войск специального назначения
- Штабные органы Командования специальных операций Армии США
- Первое оперативное подразделение войск специального назначения «Дельта»
- 3-я группа специального назначения («Зелёные береты») Армии США

### Воздушно-десантные соединения СВ США
- Штаб и подразделения обеспечения XVIII воздушно-десантного корпуса
- 82-я воздушно-десантная дивизия
- 75-й полк рейнджеров

### Органы управления и части психологической войны СВ США
- Основные органы Киберкомандования Армии США
- 95-я бригада по связям с гражданской администрацией и населением
- 4-я группа психологических операций США

### Вспомогательные части войск СпН СВ
- Штаб и основные подразделения 528-й бригады материально-технического обеспечения (МТО) СпН СВ

### Учебные части войск специального назначения СВ
- Учебный центр войск специального назначения СВ США имени Д. Кеннеди
- Штаб и основные подразделения учебного батальона специального назначения СВ

## Части материально-технического обеспечения
- 1-й оперативный штаб тылового обеспечения СВ США
- 1-й батальон 313-го учебного полка МТО
- 127-й инженерный батальон
- 249-й инженерный батальон
- 50-й экспедиционный батальон связи
- 503-й батальон военной полиции СВ

## Части и подразделения СпН ВВС на территории «Поуп»
- 11-я эскадрилья разведки ВВС
- 14-я эскадрилья управления и связи ВВС
- 24-й батальон (эскадрилья) авианаводчиков СпН ВВС